# Joey Müller
Joey Paul Müller (* 30. August 2000 in Gütersloh) ist ein deutscher Fußballspieler.

## Karriere
Nach seinen Anfängen in der Jugend des Gütersloher TV wechselte er im Sommer 2011 in die Jugendabteilung von Arminia Bielefeld. Für seinen Verein bestritt er 26 Spiele in der B-Junioren-Bundesliga und 20 Spiele in der A-Junioren-Bundesliga, bei denen ihm insgesamt zwei Tore gelangen. Im Sommer 2019 wurde er in den Kader der ersten Mannschaft in der 2. Bundesliga aufgenommen, gleichzeitig allerdings für zwei Spielzeiten an den Wuppertaler SV in die Regionalliga West verliehen. Mit seinem Verein wurde er als Stammspieler 2021 Niederrheinpokal-Sieger. Er kehrte im Sommer 2021 jedoch nicht nach Bielefeld zurück, sondern er blieb der Liga erhalten und schloss sich der zweiten Mannschaft des FC Schalke 04 an. Dort wurde er erneut absoluter Stammspieler und gehörte außerdem im Frühjahr 2023 auch in sechs Spielen dem Spieltagskader der ersten Mannschaft in der Bundesliga an, kam allerdings nicht zum Einsatz. Im Sommer 2023 verlängerte er bei seinem Verein seinen Vertrag bis Sommer 2024. Seinen ersten Profieinsatz hatte er am 25. August 2023, dem 4. Spieltag der 2. Bundesliga, als er bei der 0:2-Heimniederlage gegen Holstein Kiel in der 46. Spielminute für Thomas Ouwejan eingewechselt wurde.
Ende Januar 2024 wechselte er in die Niederlande zum Zweitligisten Roda JC Kerkrade.

## Erfolge
Wuppertaler SV
- Niederrheinpokal-Sieger: 2021